# Uruk

Grundrisse von Uruk, Stadtteil Eanna

Uruk (sumerisch 𒀕𒆠 Unug; biblisch אֶרֶךְ Éreḵ; griechisch-römisch Ὀρχόη Orchoe, Orchoi), das heutige Warka (arabisch الوركاء, DMG al-Warkāʼ), liegt etwa 20 km östlich des Euphrats in der Nähe der antiken Stadt Ur im südlichen Irak. Im Altertum lag die mesopotamische Stadt direkt am Fluss. Uruk trug früher den Beinamen Die Schafhürde. Die Stadt ist einer der bedeutendsten Fundorte im Zweistromland und ist namensgebend für die Uruk-Zeit (etwa 3500 bis 2800 v. Chr.). Sie ist zugleich eines der ältesten urbanen Zentren der Welt.
Uruk ist der Fundort einer der frühsten Schriftarten. Es war bereits im ausgehenden 4. Jahrtausend v. Chr. eines der politisch führenden Zentren der sumerischen Frühzeit. Eine zweite große Blütephase erlebte Uruk in der hellenistischen Zeit in den letzten Jahrhunderten vor unserer Zeitrechnung. Hauptgötter sind die Göttin der Liebe und des Krieges Inanna/Ištar und der Himmelsgott An, deren Tempelanlagen das Stadtbild prägten.
Die archäologischen Stätten von Uruk zählen zusammen mit denen von Ur und Eridu und den Marschlandgebieten im Südirak zum UNESCO-Welterbe.

## Ausgrabungen
Die ersten Untersuchungen in Uruk führte der englische Geologe William Kennett Loftus in den Jahren 1849–1850 und 1854 durch. In den Jahren 1912 und 1913 begannen die Ausgrabungen der Deutschen Orient-Gesellschaft unter Julius Jordan und Conrad Preusser. Die Arbeiten wurden nach dem Ersten Weltkrieg 1928 wieder aufgenommen und bis 1939 fortgeführt. 1954 und in den folgenden Jahren wurden mehrere systematische Grabungen unter der Leitung von Heinrich Lenzen durchgeführt. Diese Grabungen brachten verschiedene alt-sumerische Dokumente und eine größere Anzahl von Rechts- und Lehrtafeln der Seleukiden-Zeit ans Tageslicht. Sie wurden von Adam Falkenstein und anderen deutschen Epigraphikern veröffentlicht; ein Teil davon befindet sich in der Uruk-Warka-Sammlung Heidelberg.
Die letzte deutsche Grabungskampagne vor dem Irak-Krieg wurde im Sommer 2002 unter der Leitung von Margarete van Ess vom DAI durchgeführt. Durch die Auswertung von Satellitenaufnahmen im Jahr 2005 wurden Berichte über Raubgrabungen in Uruk widerlegt.
Seit 2024 steht ein digitaler Zwilling von Uruk zur Verfügung, mit dem verschiedene archäologischen Befunde am Computer visualisiert und untersucht werden können.

## Die Stadt und ihre Geschichte
Die Ruine von Uruk ist mit einer Ausdehnung von 550 ha die größte Stadtruine des südlichen Babylonien. Die antike Stadt Uruk war über einen Zeitraum von etwa 5000 Jahren besiedelt, von der frühen Obed-Zeit (5. Jahrtausend v. Chr.) bis ins 3. Jahrhundert n. Chr. Das Zentrum der Stadt ist von den zwei Kultzentren der beiden Hauptgötter der Stadt geprägt. Das Viertel Kullaba ist mit dem Anu-Tempel und seinem Tempelturm (Zikkurat) der Hauptkultort des Himmelsgottes An, während der Eanna-Bezirk das Hauptheiligtum der Göttin Inanna/Ištar bildet.

### Uruk-Zeit
Schon ab etwa 3500 v. Chr. war Uruk ein großes urbanes Zentrum. Seine Lage an der Stelle, wo der mit Flößen und kleinen Booten befahrbare, einst fischreiche Euphrat in das südliche Sumpfland übergeht, deutet auf rege Handelstätigkeit. Um 3400 v. Chr. war der Siedlungshügel bereits 19 m hoch. Es kann wohl als ein oder sogar als das Zentrum der Entstehung der sumerischen Kultur bezeichnet werden. Diese Periode wird in der Archäologie „Späte Uruk-Zeit“ genannt und reicht etwa bis 3000 v. Chr. Zentrum der Stadt war das Heiligtum der Inanna, Eanna genannt. Schon im vierten vorchristlichen Jahrtausend erreichte dieses monumentale Ausmaße. Der bedeutendste Teil war der sog. „Kalksteintempel“ (engl. „limestone temple“, in der Abbildung des Grundrisses rechts oben, abgekürzt LT), bei dem es sich um einen ca. 70 × 30 m großen Bau handelte, der aus Kalksteinblöcken errichtet worden war. Dabei ist allerdings nicht gesichert, ob diese Kalksteine nur die Fundamente eines Lehmziegelbaus bildeten oder ob der Bau in ganzer Höhe in Kalkstein errichtet wurde. Die Fassade des Tempels wurde mit einer Nischengliederung gestaltet. Im Inneren befindet sich ein T-förmiger Hof oder Saal. Neben diesem Haupttempel fanden sich andere Anlagen, darunter auch der sog. Steinstifttempel, ein Bau, dessen Wände mit geometrischen Mosaiken dekoriert sind. Auch Holzbalken von zwölf Metern Länge, Reste von Großskulpturen und Reliefs, Tierfiguren, aufwendig gestaltete Steingefäße und Rollsiegel wurden gefunden. Die Tempelanlage wurde mehrmals umgebaut und erweitert und erhielt in der Zeit der dritten Dynastie von Ur eine Zikkurat, die von Ur-Nammu errichtet wurde.

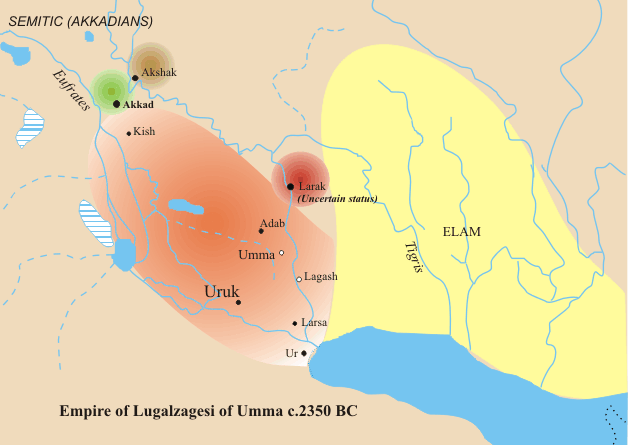
Sumer und Elam zur Zeit des Königs Lugal-Zagesi (reg. 2375–2347 v. Chr.)

Auch die Zikkurat des Gottes An wurde hier errichtet („Weißer Tempel“ genannt); sie ist der andere bedeutende Tempelkomplex in Uruk.
Um 3000 v. Chr. wurde der gesamte Siedlungshügel eingeebnet und neue Bauten wurden errichtet. Die Stadt erreichte auf dem Höhepunkt ihrer Entwicklung mit einer Fläche von 5,5 km² eine Größe wie ähnlich dimensionierte Stadtanlagen, die in Regionen der Indus-Kultur archäologisch erschlossen wurden, beispielsweise Harappa und Mohenjo-Daro. Diese Zentren waren zu jener Zeit wahrscheinlich die größten Städte der Alten Welt. Uruk wurde erst um 600 v. Chr. von Babylon in der Größe übertroffen.
Vor den Eroberungen des Sargon von Akkad war Uruk die Hegemonialmacht in Sumer.
Im regenarmen Mesopotamien wurde Wasser für den Ackerbau durch Kanäle und Dämme zu den Feldern geleitet. Es bestand immer die Gefahr, dass die Anlagen von Feinden zerstört wurden.
Historiker sind der Ansicht, dass in Uruk etwa um 3000 v. Chr. eine Katastrophe durch einen Dammbruch stattfand. Die Schriftaufzeichnungen enden zu dieser Zeit plötzlich. Wahrscheinlich wurde der Damm absichtlich oder als Folge der Kämpfe zwischen Sumerern und Semiten zerstört. Es wird vermutet, dass sich dieses Ereignis in den mesopotamischen Sintflutberichten widerspiegelt.

### Sumerische Zeit: Frühdynastische Zeit
Auch in der Frühdynastischen Zeit war Uruk eine der wichtigsten Städte in einem System konkurrierender Stadtstaaten. In der Frühdynastischen Zeit I (FD I) war die Stadt von einer großen Stadtmauer umgeben, die eine Länge von etwa neun Kilometern hatte. Die Stadtmauer ist bisher nur punktuell untersucht. Das Gilgamesch-Epos berichtet, die Mauer sei von Gilgamesch, dem legendären König von Uruk, selbst erbaut worden.

### Neubabylonische, seleukidische und parthische Zeit
Uruks umfangreiche und erhaltene Tempelarchive der neubabylonischen Zeit dokumentieren ihre soziale Bedeutung als Verteilungszentrum. In Zeiten des Hungers konnten Familien ihre Kinder dem Tempel als Laienbrüder/-schwestern weihen.
Auch in hellenistischer Zeit war Uruk eine bedeutende Stadt. Die wichtigsten Tempel der Stadt sind instand gehalten und renoviert worden. Daneben gab es aber auch Tempelneubauten wie den Anu- und den Antum-Tempel, Teil der Kultstätte Bit Resch, und ein Irigal genanntes Tempelgebäude. Erstere sind ausgesprochen große und monumentale Anlagen. Auch die Zikkurat im Eanna-Tempelbezirk wurde in dieser Zeit renoviert.
Aus parthischer Zeit stammen ebenfalls einige Tempelneubauten wie der sog. Gareus-Tempel, während die Anlagen sumerischer Gottheiten langsam verfielen oder nach Bränden nicht wieder aufgebaut wurden. Es wurden Teile von parthischen Wohnvierteln ausgegraben, die teilweise Häuser mit reichen Ausstattungen (Stuckdekorationen) zu Tage förderten. Unter den Wohnbauten, oftmals in deren Höfe gegraben, fanden sich zahlreiche Bestattungen, teilweise in glasierten Tonsärgen. Die Stadt bestand auch noch in sassanidischer Zeit.
In der Nähe befindet sich ferner die Anlage Nufedschi, über deren Bedeutung die Forschung noch immer rätselt.

## Könige von Uruk
Den sumerischen Königslisten zufolge wurde Uruk von Enmerkar gegründet, der den offiziellen Königstitel aus der Stadt Eanna mitbrachte. Sein Vater Mesch-ki-ag-gascher „verschwand auf See“. Andere historische Könige von Uruk sind Lugal-Zagesi (welcher Uruk eroberte) und Utuḫengal. Der halbmythische Gilgamesch war laut den sumerischen Königslisten von ungefähr 2652 v. Chr. bis 2602 v. Chr. hier König. Er vervollständigte die Unabhängigkeit Uruks und versah die Stadt mit Mauern. Von Gilgamesch behauptete man auch, er habe den Eanna-Tempel in Auftrag gegeben. Später spielte Uruk eine bedeutende Rolle in den Kämpfen Babylons gegen das Reich Elam um 1200 v. Chr., bei denen es ernsthafte Verluste hinnehmen musste.

## Ausstellungen
- 2013–2014 Uruk. 5000 Jahre Megacity im Pergamonmuseum, Vorderasiatisches Museum, 25. April bis 8. September 2013 und im LWL-Museum für Archäologie, Herne, 3. November 2013 bis 21. April 2014